# Unité urbaine de Champagné
L'unité urbaine de Champagné est une unité urbaine française qui fait partie du département de la Sarthe et de la région Pays de la Loire.

## Données globales
En 2010, selon l'Insee, l'unité urbaine de Champagné était composée de trois communes, toutes les trois situées dans le département de la Sarthe, plus précisément dans l'arrondissement de Mamers.
Dans le nouveau zonage de 2020, elle est composée des trois mêmes communes.
En 2022, avec 9 320 habitants, elle représente la 6e unité urbaine du département de la Sarthe.
En 2021, sa densité de population s'élève à 138 hab/km2. Par sa superficie, elle représente 1,09 % du territoire départemental et, par sa population, elle regroupe 1,64 % de la population du département de la Sarthe.

## Composition 2020 de l'unité urbaine
L'unité urbaine de Champagné est composée de trois communes :
| Nom                  | Code Insee | Département | Statut       | Superficie (km2) | Population (dernière pop. légale) | Densité (hab./km2) | Modifier                                    |
| -------------------- | ---------- | ----------- | ------------ | ---------------- | --------------------------------- | ------------------ | ------------------------------------------- |
| Champagné            | 72054      | Sarthe      | ville-centre | 13,94            | 3 680 (2022)                      | 264                | modifier les données · modifier les données |
| Montfort-le-Gesnois  | 72241      | Sarthe      | ville-centre | 18,74            | 2 928 (2022)                      | 156                | modifier les données · modifier les données |
| Saint-Mars-la-Brière | 72300      | Sarthe      | ville-centre | 34,69            | 2 712 (2022)                      | 78                 | modifier les données · modifier les données |

## Évolution démographique
L'évolution démographique ci-dessus concerne l'unité urbaine selon le périmètre défini en 2020.
| 1968  | 1975  | 1982  | 1990  | 1999  | 2009  | 2014  | 2021  |
| ----- | ----- | ----- | ----- | ----- | ----- | ----- | ----- |
| 5 911 | 6 931 | 7 917 | 8 235 | 8 538 | 9 235 | 9 479 | 9 299 |

## Pour approfondir